# Chlorophorus basilanus
Chlorophorus basilanus är en skalbaggsart som beskrevs av Heller 1926. Chlorophorus basilanus ingår i släktet Chlorophorus och familjen långhorningar.
Artens utbredningsområde är Filippinerna. Inga underarter finns listade i Catalogue of Life.